# 知波夜比古神社
知波夜比古神社（ちはやひこじんじゃ）は、広島県三次市高杉町にある神社。式内社論社で、旧社格は郷社。地元では「二宮さん」と称される。

## 祭神
天津日高日子穂穂手見命（ひこほほでみのみこと）ほか7柱

## 歴史
創建は不詳。延長5年（927年）成立の『延喜式』神名帳では備後国三谿郡に「知波夜比古神社」として式内社の記載が見え（三谿郡では唯一の式内社）、その論社とされている。社伝には、この神社は昔から高杉城の内側にあったと記されている。現在も、三方に堀の跡が残されており、現在は県の史跡に指定されている。
代々祝氏が城主と神主を務めてきたが、1553年（天文22年）の武田甲斐守の時代に、毛利元就に攻掠され、600人の戦死者を出して高杉城の落城とともに社殿も焼失した。元就はその後、神威を懼れて三原沖の海底から潮土を運搬して地固めをし、1556年（弘治2年）、神殿を再建した。
明治維新後、近代社格制度では郷社に列している。

## 境内
本殿は間口約2.7メートル、奥行き8.4メートル、屋根は檜皮葺き。三次市指定重要文化財に指定されている。

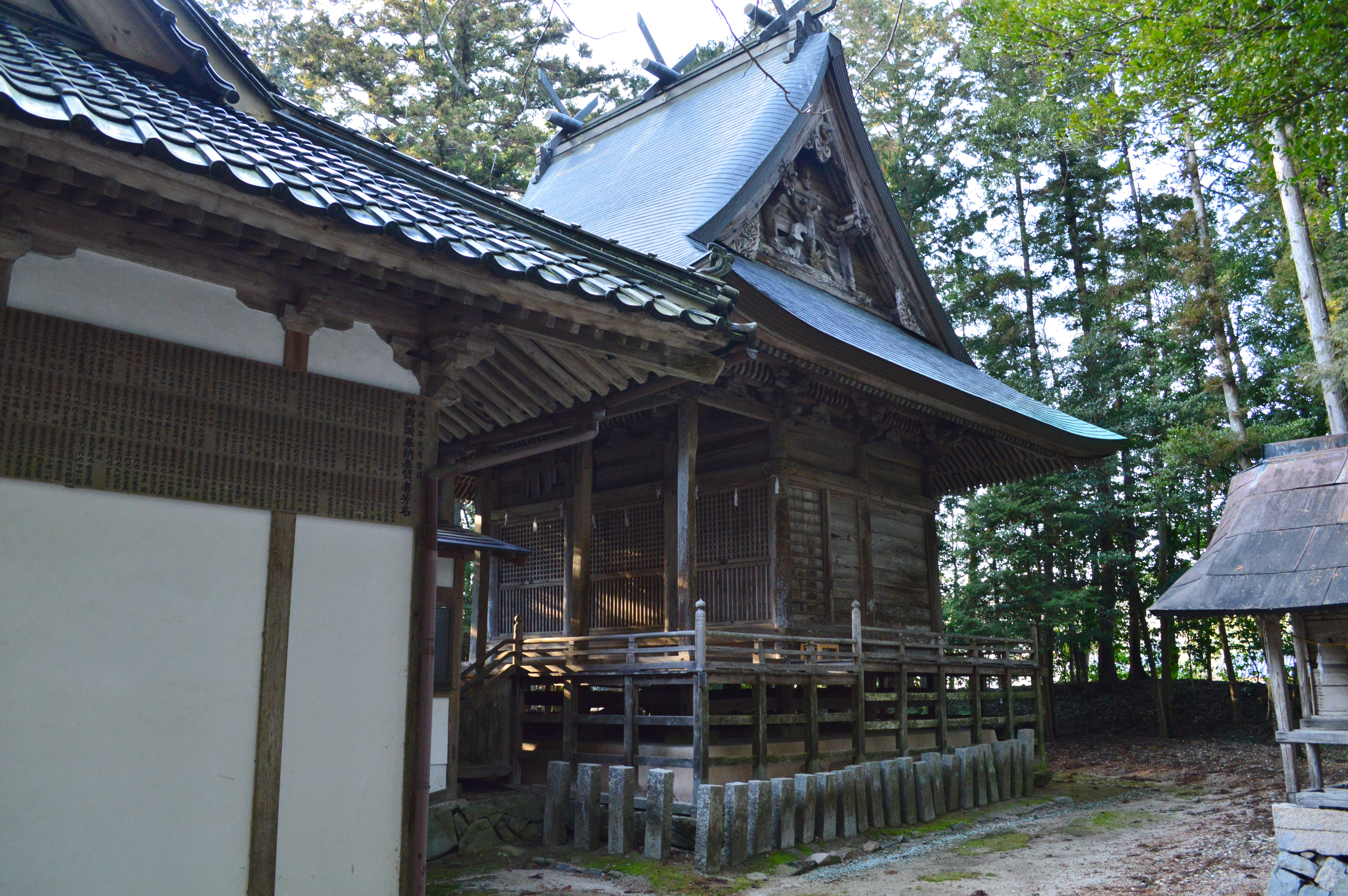
本殿（三次市指定文化財）
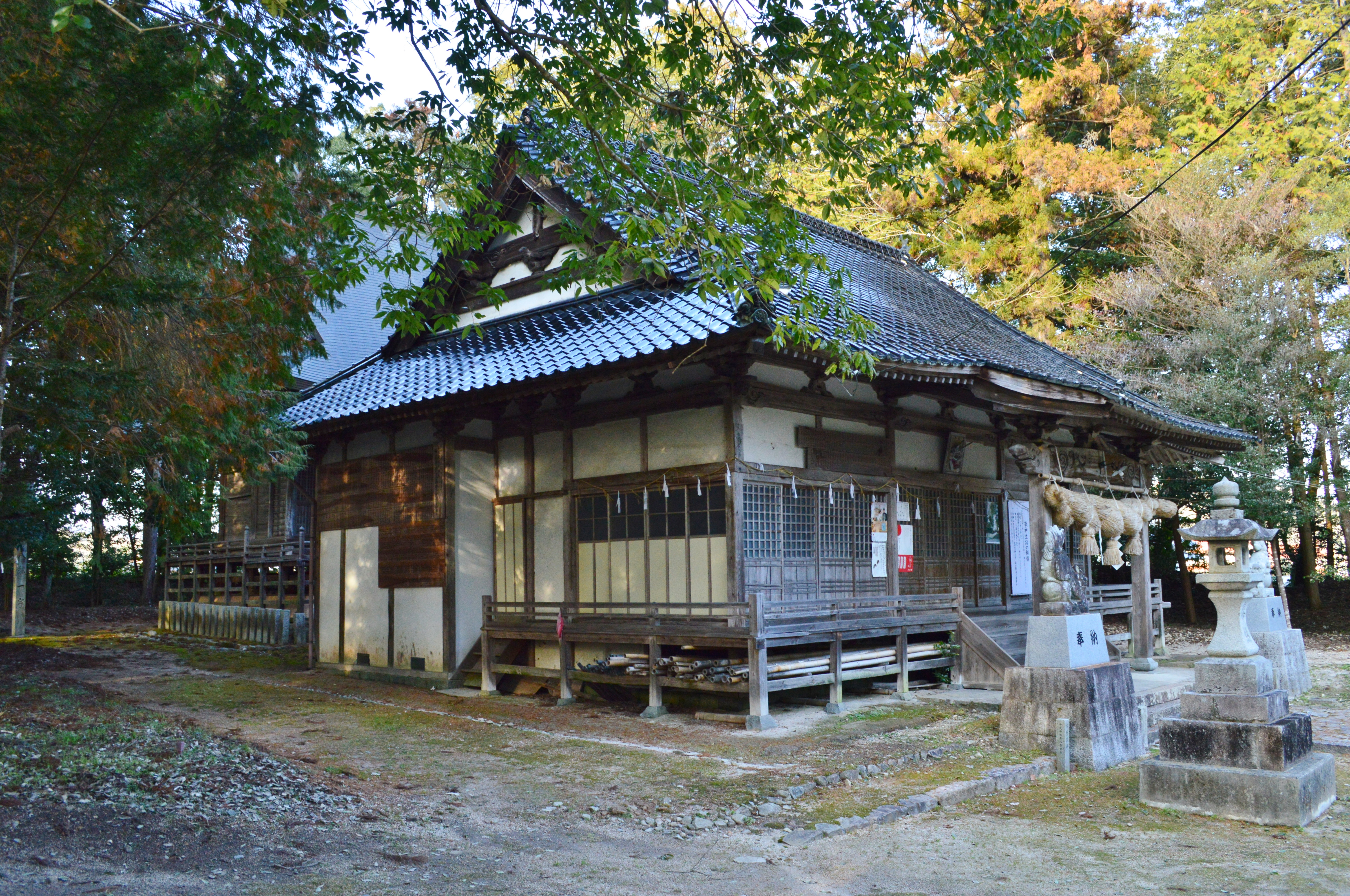
拝殿
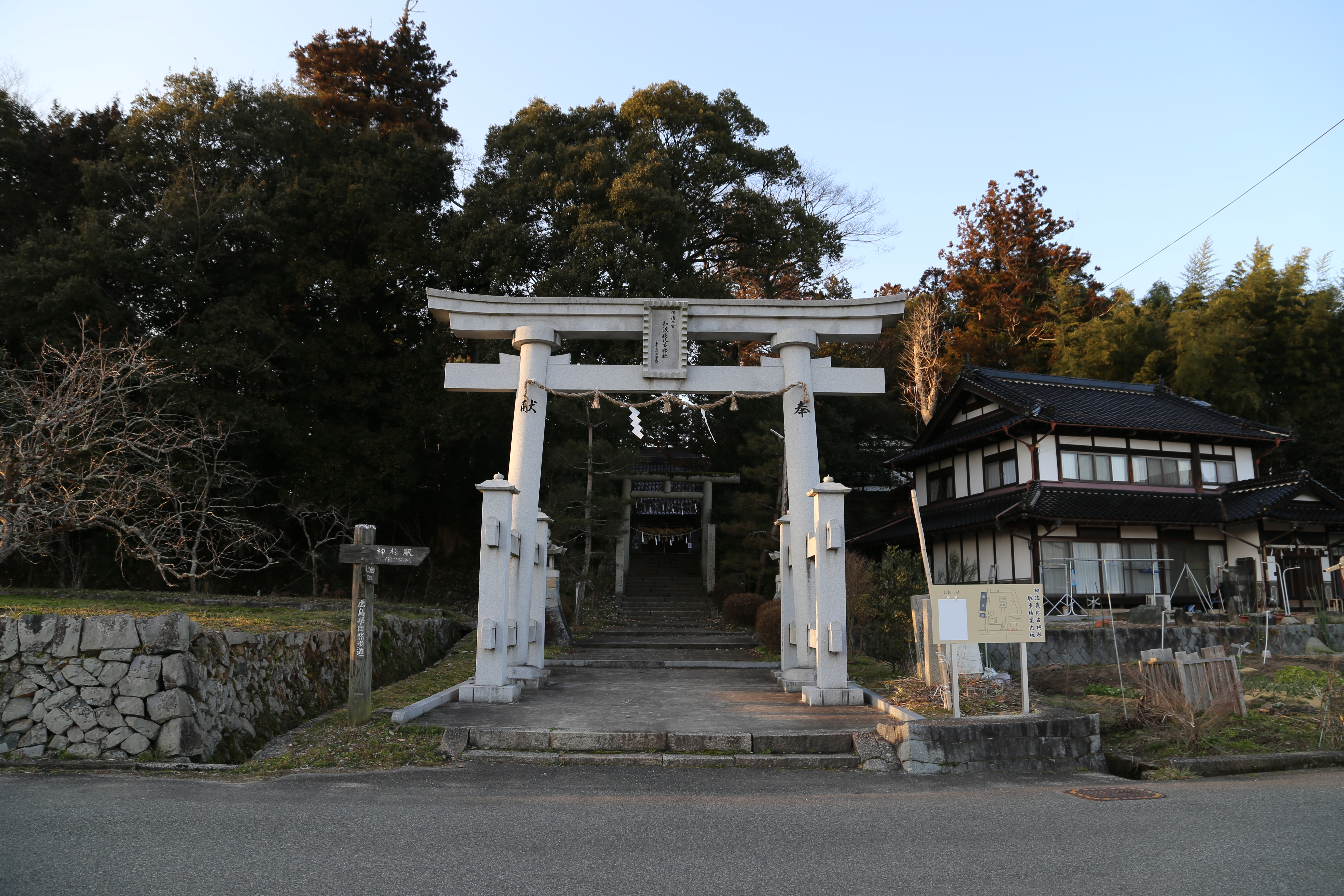
境内入り口（高杉城南大手口跡）

## 文化財

### 広島県指定文化財
- 史跡
  - 高杉城跡 - 1984年（昭和59年）11月19日指定、2015年（平成27年）1月13日に史跡範囲の追加指定[1]。

### 三次市指定文化財
- 重要文化財（有形文化財）
  - 知波夜比古神社本殿 - 1959年（昭和34年）12月1日指定[2]。

### その他
- 毛利元就直筆の棟札[3]

## 現地情報
所在地
- 広島県三次市高杉町383

交通アクセス
- 鉄道：西日本旅客鉄道（JR西日本）芸備線 神杉駅下車後、徒歩5分